# Château de Trancalou
Le château de Trankalou, est situé à Deux-Évailles en Mayenne, à 2 km Nord du bourg, entre l'étang et le bois de Brée. L'abbé Angot a identifié ce lieu avec le château de Morteville.

## Désignation
- Maneir dou Drong au lou, 1292[2] ;
- Troncalou, 1440[3] ;
- La terre, fief et seigneurie de Troncalou, 1671[4] ;
- Francalou, château en Ruine[5] ;
- La Dame de Brée et de Trancalou, 1719[6] ;
- Trancaloup, XVIIIe siècle[7] ;
- La châtellenie de Francaloux, 1755[8] ;
- Trancalou, ferme, château en ruine[9] ;
- Tranlkaloux[10] ;
- Les Trancalous, 1829[11].
- Trankalou ; Trankaloux ; Trankaloux 1830[12]

## Morteveille ou Morteville = Trankalou ou Trancalou
- La généalogie médiévale de Normandie indique[13] : Robert Ier d'Alençon († Morteveille 8 Sep 1217, bur Perseigne). "Johannes filius Willelmi comitis Pontivi" donated property to the abbey of Saint-Martin, Troarn with the consent of "filiis meis Johanne et Roberto et Willelmo" by charter dated 1190[246]. He succeeded his brother in 1191 as Comte d'Alençon. A manuscript genealogy of the Lords of Beaumont records the death of “Robertum comitem Alencheii…apud…manerium suum…Morteveille prope La Val”.[14].
- Bry de la Clergerie rapporte, d'après le cartulaire de Saint-Martin-de-Séez, que Robert, comte d'Alençon, mari d'Emma de Laval, mourut en 1217 apud quoddam manerium quod vocatur Morteville prope Laval.
- Pierre Le Baud, dans un texte qui n'est pas celui de son Histoire de Bretagne imprimée, identifie Morteville avec Trankalou dans le bois d'Hermet.
- Charles Maucourt de Bourjolly, trouvant que ce château était trop éloigné de Laval (5 lieues), pour répondre aux indications du cartulaire, proposait un lieu de Monteville dans le bois de Misedon, que Guy VII de Laval et Emma donnèrent en 1248 à l'abbaye de Clermont. Mais le texte porte Mautaillé et non Monteville[15]. Bourjolly le reconnut sans doute et, dans sa rédaction définitive, il se rallia à l'opinion de Pierre Le Baud en faveur de Trancalou.
- Thomasse de Pouancé, veuve de Guy VII de Laval, fit stipuler au nom de ses enfants que si Guy VIII de Laval, fils aîné du premier mariage de son mari, ne remplissait pas les promesses qu'il avait faites à ses puînés, il leur devrait "sept vingt livres de rente sur Olivet et Morteveille "[16].
- Entre autres biens donnés en 1292 pour assiette des rentes dues aux enfants du second mariage de Guy VIII de Laval avec Jeanne de Brienne, on cite les bois de Hermez, les bois de Alloyers et le herbergement de Morteveile . Si, comme on peut s'en douter, cet hébergement est bien celui où mourut Robert Ier d'Alençon[17], on doit le placer dans le voisinage d'Alloué et d'Hermet, c'est-à-dire à Trancalou.

Trancalou commence seulement à apparaître dans les textes en l'année 1292, qui est la dernière date où l'on y rencontre Morteville ou Morteveille.
Le fief de Mortelon, dont Louis de Montecler, seigneur de Bourgon, rend aveu à Mayenne en 1518, peut bien être le même, et cette forme de mot sert de transition entre Morteville et Trancalou.
N.B. : Dans la contrée environnante des Coëvrons, de l'Erve et de la Charnie, est connue la famille Morteveille, exclusivement originaire de cette région, dont on a pu à ce jour remonter avec certitude l'ascendance jusqu'au couple Mathurin Morteveille et Nicolasse Bergoin, c'est-à-dire jusqu'aux années 1560.

## Description

### Ruines de l'ancien château

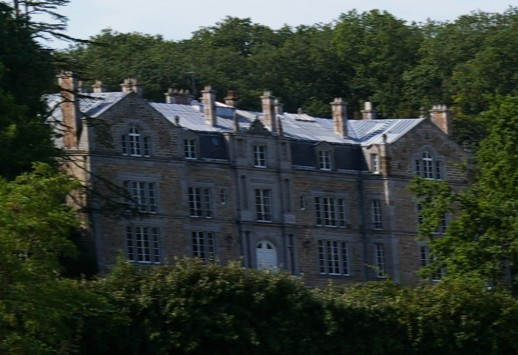
Le nouveau château de Trankalou

Fief mouvant de la châtellenie de Montsûrs, François Serveau-Touchevalier dans une note du manuscrit de Charles Maucourt de Bourjolly, décrit ainsi la ruine de Trancalou : « Le château d'après les vestiges qui nous restent, formoit une figure carrée, flanquée de 4 tours, dont une à chaque coin. Dans l'intérieur qui pouvoit contenir 100 pieds en tous sens, il y avoit un édifice pour loger les seigneurs et leur suite lorsqu'ils venoient à la chasse. On voit même encore dans la muraille, du côté du midi l'emplacement des soliveaux. ».
L'Abbé Angot ajoute que la seule tour qui subsiste de nos jours se trouve divisée en deux étages qui sont indiqués extérieurement par une assise de pierres de taille légèrement saillante. La tour subsistante est percée de trous carrés au rez-de-chaussée, et de trous ronds à l'étage.

## Histoire
Proche des bois de Bourgon et d’Hermet, Trancalou est sans doute un relais de chasse de la famille de Laval au XIIIe siècle. C'est là que Robert Ier d'Alençon, mari d'Emma de Laval, mourut en 1217, d'après le récit de Pierre Le Baud, confirmé par une tradition locale que Charles Maucourt de Bourjolly recueillit sur les lieux. 
La terre de Trancalou est la propriété de Guy VIII de Laval à la suite de son mariage avec Jeanne de Brienne en 1270. Eustache de Bauçay, épouse d'André de Laval donnait le bail de Trancalou en exigeant que le fermier transporte chaque année un muy de vin de Gérigné au Tronc au loup et du Tronc au loup à Gérigné, en allant querré le dit vin, un millier de merrein à vin. En 1394, le domaine appartient à Jean du Tronc au loup et à sa femme Hersan La Rousse, qui habitaient à Montourtier.

Armes des Brée : d'argent à deux fasces de sable au sautoir de gueulles brochant sur le tout

Il est vendu le 24 août 1602 à Ambroise Le Cornu. Depuis lors, la terre resta toujours unie à la châtellenie de Brée.
Le domaine est acheté en 1664 par Charles de Montesson, époux de Marie Prévost de Saint-Cyr.
En 1829, le bois de Brée, les fermes du Buisson, la Loge, et les Trancalous sont vendus pour 80 000 francs par dame Jacquine-Renée-Charlotte-Adélaïde Rouillon à Alexandre Bourdon du Rocher, député de la Sarthe, demeurant à Chemiré-en-Charnie.
Vendue de nouveau vers 1852 à M. Foucault de Vauguyon, la terre est rachetée en 1887 par Georges Gamard, conseiller municipal de Paris, puis député de la Mayenne. Il y construit en 1887 un château à 2 km à l'est du bourg, qui est pour l'extérieur la reproduction d'un château anglais du comté de Surrey.

## Source
- « Château de Trancalou », dans Alphonse-Victor Angot et Ferdinand Gaugain, Dictionnaire historique, topographique et biographique de la Mayenne, Laval, A. Goupil, 1900-1910 [détail des éditions] (BNF 34106789, présentation en ligne)
- « Château de Morteville » dans Alphonse-Victor Angot, Ferdinand Gaugain, Dictionnaire historique, topographique et biographique de la Mayenne, Goupil, 1900-1910. Édition Joseph Floch, imprimeur-éditeur, Mayenne, 1962, Tome III p. 129 et Tome IV p. 665.